# Habenaria kolweziensis
Habenaria kolweziensis är en orkidéart som beskrevs av Daniel Geerinck och Schaijes. Habenaria kolweziensis ingår i släktet Habenaria och familjen orkidéer. Inga underarter finns listade i Catalogue of Life.